# Åby (commune de Växjö)
Pour les articles homonymes, voir Åby.
Åby est une localité de Suède dans la commune de Växjö située dans le comté de Kronoberg.
Sa population était de 425 habitants en 2019.